# Олімпійська хартія

Емблема МОК

Олімпі́йська ха́ртія — документ, у якому викладені основні засади та принципи діяльності Міжнародного олімпійського комітету (МОК). Остання редакція документу набула сили з 9 вересня 2013 року.

## Преамбула

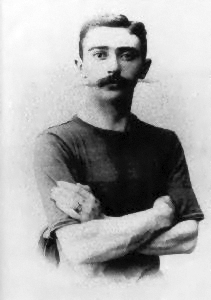
П'єр де Кубертен

Концепція сучасного олімпійського руху належить барону П'єру де Кубертену, з чиєї ініціативи в червні 1894 року в Парижі відбувся Міжнародний атлетичний конгрес. 23 червня 1894 року заснував Міжнародний олімпійський комітет (МОК). Перші Олімпійські ігри (Ігри Олімпіади) сьогодення були проведені в 1896 році в Афінах (Греція). В 1914 році затверджений олімпійський прапор, подарований П'єром Де Кубертеном на Паризькому конгресі. На ньому зображені п'ять олімпійських кілець, що переплітаються, символізуючи союз п'яти континентів і зустріч спортсменів усього світу на Олімпійських іграх. Перші зимові Олімпійські ігри відбулися в 1924 році в Шамоні (Франція).

## Засадничі принципи
- Олімпійський рух являє собою життєву філософію, що підносить і сполучає в єдине ціле переваги тіла, волі та розуму. Поєднуючи спорт із культурою та освітою, він прагне створення способу життя, ґрунтованого на радості від зусилля, на виховній цінності гарного прикладу й на повазі до загальних основних етичних принципів.

- Метою олімпійського руху є становлення спорту на службу гармонійного розвитку людини, щоб сприяти створенню мирного суспільства, що піклується про збереження людської гідності.

- Діяльність олімпійського руху носить погоджений, організований, постійний і універсальний характер і здійснюється під верховною орудою МОК, всіх організацій і осіб, натхненних його цінностями. Ця діяльність поширюється на п'ять континентів. Вершиною її є об'єднання спортсменів усього світу на великому спортивному святі — Олімпійських іграх. Символ олімпійського руху — п'ять переплетених кілець.

- Право займатися спортом є правом людини. Кожна людина повинна мати змогу займатися спортом без будь-якої дискримінації та в Олімпійському русі, що вимагає взаєморозуміння, духу дружби, солідарності й чесної гри. Організація й керівництво спортом повинні контролюватися незалежними спортивними організаціями.

- Несумісною з належністю до олімпійського руху є будь-яка форма дискримінації стосовно країни або особи за расовими, релігійними, політичними, статевими або іншими ознаками.

Критерієм належності до Олімпійського руху є згода додержуватися положень Олімпійської хартії й визнання Міжнародним олімпійським комітетом.

## Структура
Олімпійська хартія (у редакції від 9 вересня 2013 року) складається з 6 розділів і містить 61 статтю.
Розділи Олімпійської хартії:
1. Олімпійський рух і його діяльність.
2. Міжнародний олімпійський комітет.
3. Міжнародні федерації.
4. Національні олімпійські комітети.
5. Олімпійські ігри.
6. Заходи та санкції, дисциплінарні процедури та вирішення суперечок.